# 岩本総司
岩本 総司（いわもと そうじ、2003年7月24日 - ）は、日本のラグビー選手。

## プロフィール
- ポジションはセンター (CTB)
- 身長 178cm、体重 83kg
- 7人制日本代表に選ばれたことがある[1]。

## 略歴
2022年、常翔学園高校卒業後、同志社大学に入る。